# Лунштедт

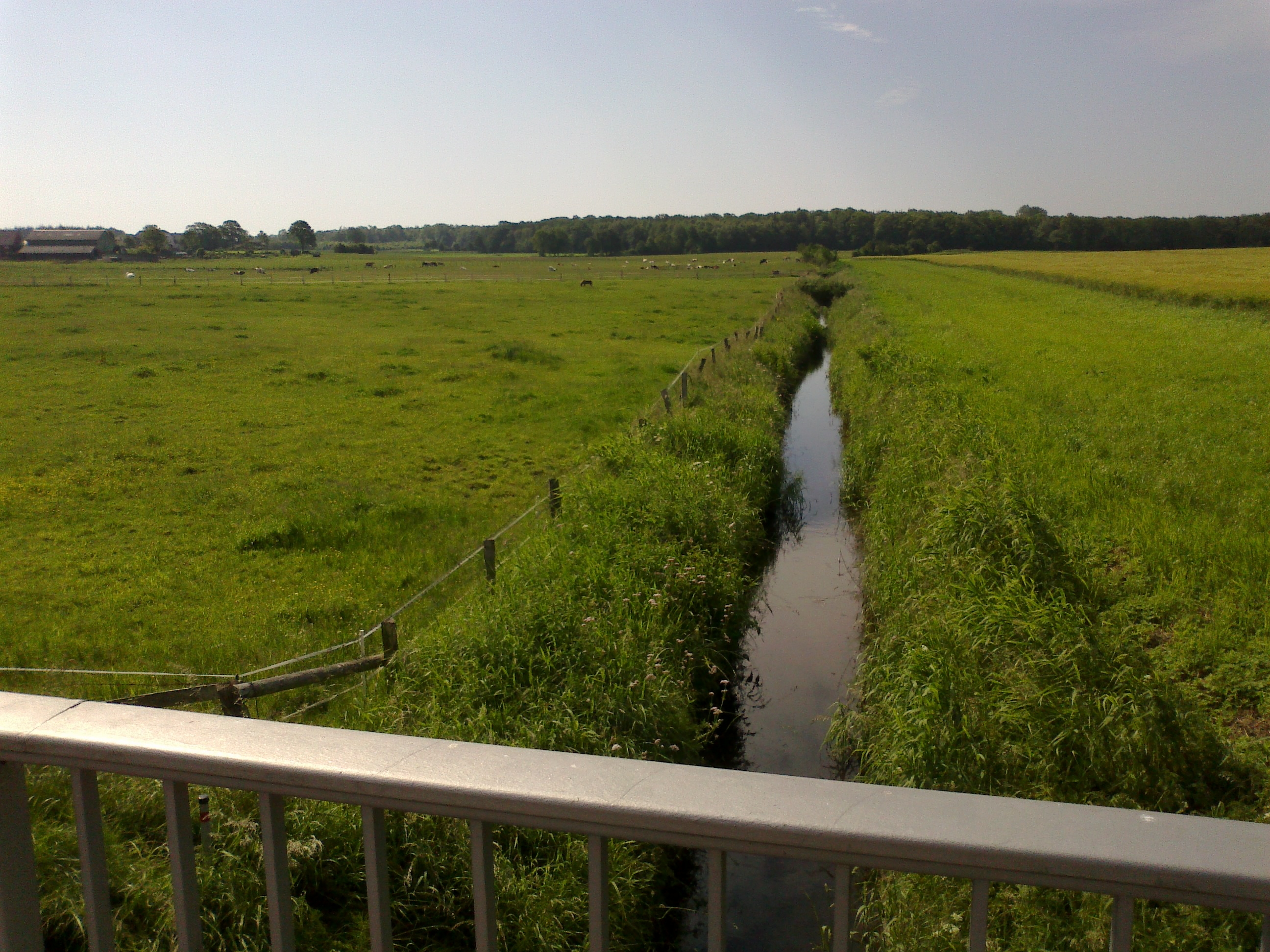
Река Лунау у моста в Лунштедте

Лунштедт (нем. Luhnstedt) — община в Германии, в земле Шлезвиг-Гольштейн. 
Входит в состав района Рендсбург-Экернфёрде. Подчиняется управлению Ефенштедт.  Население составляет 429 человек (на 31 декабря 2010 года). Занимает площадь 15,33 км².